# Złota (powiat pińczowski)
Złota (dawniej Złota Wielka) – wieś w Polsce, położona w województwie świętokrzyskim, w powiecie pińczowskim, w gminie Złota. Leży 18 km na południe od Pińczowa i 56 km od Kielc. Siedziba gminy Złota.
W latach 1954–1972 wieś należała i była siedzibą władz gromady Złota, od 1973 r. – gminy Złota. W latach 1975–1998 miejscowość należała administracyjnie do województwa kieleckiego.
Do 1991 r. Złota należała do parafii w Pełczyskach. 6 sierpnia 1991 r. ordynariusz diecezji kieleckiej bp Stanisław Szymecki erygował w Złotej parafię pw. św. Urszuli Ledóchowskiej, której pierwszym proboszczem został ks. Jan Ciszek. W latach 2003–2010 funkcję tę pełnił ks. Jerzy Korona, w latach 2010-2022 ks. Jacek Miernik, a od 2022 r. ks. Grzegorz Kaliszewski.

## Części wsi
| SIMC    | Nazwa              | Rodzaj     |
| ------- | ------------------ | ---------- |
| 0280666 | Graby              | przysiółek |
| 0280672 | Kolonie Pełczyskie | przysiółek |
| 0280689 | Ku Grabom          | część wsi  |
| 0280695 | Lubowiec           | przysiółek |
| 0280703 | Mała Wieś          | część wsi  |
| 0280710 | Wielka Wieś        | część wsi  |
| 0280726 | Wisinki            | część wsi  |
| 0280732 | Źródła             | część wsi  |

## Historia

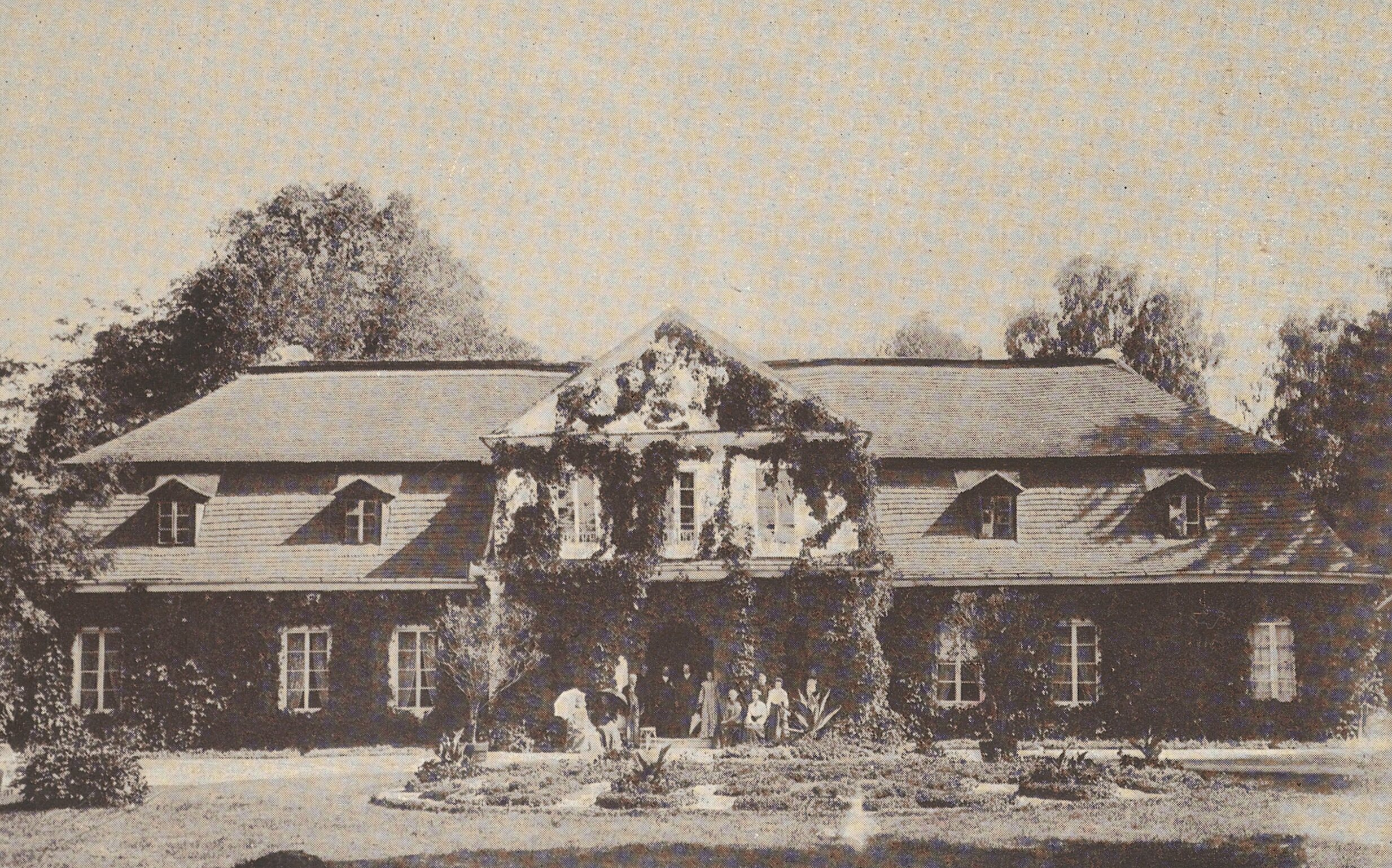
Dwór przed 1911

Wieś występuje u Długosza jako Złota Major wówczas własność Złotskiego herbu Półkozic, wieś posiadała łany kmiece z których dziesięcinę (w gonitwę) oddawano do kantorii w Wiślicy. Według rejestru poborowego powiatu wiślickiego z 1579 roku działy w Złota Major należą do Treski i Spotha. W wieku XIX istniała gmina Złota.
W czasie II wojny światowej po opanowaniu przez Niemców terenu II Republiki Pińczowskiej we wsi stacjonował oddział SS. Ofiarą jego padło co najmniej 160 osób z okolicy. W lesie około 2 km od wsi znajduje się pomnik z okresu PRL upamiętniający ofiary i miejsce śmierci 9 Polaków i 5 zbiegłych z niewoli jeńców radzieckich.

## Zabytki
- Park dworski z XIX w. Obecnie brak jest już pozostałości zabudowań folwarcznych.
- Cmentarzysko wczesnośredniowieczne odkryte w czasie badań archeologicznych. Pochodzi prawdopodobnie z lat 991–1040.
- Do 1992 r. znajdował się także drewniany spichlerz z 1719 r., obecnie w Muzeum Wsi Kieleckiej w Tokarni pod Kielcami.